# Terre de la Reine-Mary
Pour les articles homonymes, voir Queen Mary (homonymie).
La terre de la Reine-Mary (en anglais : Queen Mary Land) ou côte de la Reine-Mary (en anglais : Queen Mary Coast) est une partie de l'Antarctique entre cap Filchner et cap Hordern.
Elle a été découverte en février 1912 par l'expédition antarctique australasienne de Douglas Mawson et nommée en l'honneur de Mary de Teck.